# Janus Valker
Janus Valker è un personaggio dei fumetti, creato da Leo Ortolani nel 1995 all'interno della storia Rat-Man contro il Ragno!, e poi diventato uno dei personaggi principali della serie Rat-Man.
Padre adottivo di Rat-Man, viene posseduto dall'Ombra, principale antagonista della serie Rat-Man, e ne diventa per molto tempo il suo corpo ospite.

## Realizzazione
Il personaggio di Janus Valker viene inserito quasi per caso nella storia Rat-Man contro il Ragno!, primo numero della serie autoprodotta; Ortolani confessa:
Successivamente la sua importanza nella serie crebbe in maniera inaspettata.

## Storia del personaggio
Negli anni ottanta faceva parte degli scienziati occupati al laboratorio segreto Altrove.
Messo alle strette dagli uomini Ombra, dopo la cancellazione della Squadra Segreta fece in modo di far parte della squadra di sviluppo della Seconda Squadra Segreta e, per evitare di essere ricattato, nascose nella squadra quello che credeva essere suo figlio: Deboroh Valker, che da grande diventerà Rat-Man. È un killer freddo e spietato, ma negli anni in cui è stato il padre adottivo di Deboroh ha mostrato, a suo modo, un suo lato affettivo.
Suo padre Boda (anch'egli preda dell'Ombra) era a capo del progetto governativo che mirava al controllo della Squadra Segreta e l'ideatore della Seconda Squadra Segreta, il cui fallimento lo condannò (venne ucciso da Lupo durante una missione della Seconda Squadra Segreta, dietro ordine di Joba). Alla morte del padre, Valker vuole andarsene, scappare lontano dalla Città Molto Grande per sfuggire all'Ombra, anche se il padre avrebbe voluto lasciargli il comando dei Governativi; Joba rimane padrone del campo, ma vuole a tutti i costi dimostrare di essere più potente di Valker e lo sfida a duello. Per salvare sé stesso e Deboroh, Janus affronta Joba cedendo all'Ombra, di cui diventa schiavo per sempre. Da quel momento diventa albino e sensibile alla luce, ragione per cui deve sempre indossare i suoi tipici occhiali, che però sono anche un mezzo per impedire lo sprigionarsi dei suoi terribili e inspiegati poteri.
Muore apparentemente a causa delle distorsioni spaziotemporali del multiverso nella saga del Ragno, ma dopo questi il continuum spazio-temporale viene restaurato e la sua morte è come se non fosse mai avvenuta.
All'inferno (dove le anime condannate sono già dall'inizio dei tempi), sotto il peso di enormi catene che simboleggiano le sue colpe, ottiene un mantello che lo rende potente anche più dei demoni; usa la sua forza per fare del bene e riportare in vita chi finisce all'inferno ingiustamente, sperando di potersi riscattare. Aiuta a risorgere anche Rat-Man che, sebbene non lo riconosca, lo perdona. Ortolani ha poi affermato che quella storia potrebbe rappresentare un'«immagine futura di un aldilà» o un sogno.
Nel numero 61 di Rat-Man Collection si scopre che ha ottenuto il tracciato mentale di Rat-Man e che, dopo essersi assicurato che in esso non vi fossero tracce della vita che Deboroh ha passato con lui, ha cancellato dalla propria mente ogni ricordo inerente a Rat-Boy per entrare completamente nell'ombra e ottenere la conoscenza totale.
Nel numero 64 di Rat-Man Collection, diventato ormai l'Ombra, inizia a cercare colui che si nasconde dal suo potere e che ride alle sue spalle. Supplica il confine della conoscenza di concedergli maggior potere, soprattutto derivante dal fatto che, nell'ombra qualcuno che non conosce si burla di lui. Il confine della conoscenza chiede dunque a Janus Valker di portare al confine dell'ombra suo figlio Rat-man (che però lui ha scordato).
Nel numero 65 finalmente trova Rat-Man, che dopo un'estenuante ricerca in se stesso ormai caduto in miseria e diventato un barbone senza più amici ne conoscenti (eccetto i barboni del suo quartiere).
Porta dunque l'uomo nell'arena dove nuovamente lo mette contro il Guardiano, il suo intento è far accorrere in aiuto di Rat-man colui che si nasconde alla sua vista ma questi non arriva e Jan Valker abbandona nuovamente il figlio adottivo al suo destino.
Nel numero 67 di Rat-Man Collection comprende alla fine che Rat-man sta tornando alla ribalta con l'aiuto del capitano Krik (adepto e fedele dell'organizzazione rivale dell'Ombra: la Luce) e decide di strapparlo alla realtà, portandolo dove nessuno può salvarlo, oltre il confine della solitudine e della disperazione che il suo potere offre.
Dopo numerosi colpi di scena (tra gli altri, l'apparizione di Chuck Norris in aiuto di Rat-Man), Jan Valker porta via nuovamente Rat-Man dalla realtà, stavolta sicuro che non potrà più uscirne e la sua conoscenza diventerà illimitata. Rat-Man ha però il ricordo del figlio di Brakko e si rialza, incontrando nell'oscurità del luogo il ricordo del suo maestro (alias il Pipistrello della Prima Squadra Segreta) che lo incita ad andare avanti nella vita, scoprendo nuovi supereroi che verranno dopo di lui, tramandando la speranza.
Jan Valker affronta dunque il Pipistrello scoprendo che egli è la manifestazione della Luce, il potere sprigionato dal maestro di Rat-Man è sufficiente a distruggere il potere di Valker che, messo nuovamente alla luce, scopre che colui che rideva alle sue spalle era il suo lato umano, l'ultima parte di umanità che Jan Valker aveva dimostrato quando ancora si dimostrava un genitore adottivo "amorevole" per Deboroh (alias Rat-man).
Il ricordo della paternità e il desiderio di ricominciare una nuova vita è però troppo debole nell'uomo che desiderava solo la conoscenza e ciò spinge Valker a perdere definitivamente la sua essenza lasciando per sempre il mondo materiale e unendosi all'Ombra.
Jan Valker cessa così di esistere, così come il suo ricordo (anche se per Rat-man rimane un flebile ricordo del padre).
Questo flebile ricordo, un'eco nel subconscio di Rat-Man, viene raffigurato vivere in uno scenario apocalittico, una metropoli devastata che rappresenta la zona più profonda dell'inconscio di Deboroh, popolato dalle immagini illusorie di tutte le persone che Rat-Man ha incontrato e dimenticato, e formato da tutti i luoghi dimenticati da Rat-Man. Questa versione di Valker vaga per il subconscio di Rat-Man cercando i "Varchi", portali verso la coscienza di Rat-Man da dove filtrano idee e ricordi (anche appartenenti ad universi alternativi, ovvero le "parodie" di Rat-Man). Valker nel tentativo di recuperare il maggior numero di ricordi possibili, garantendosi così la possibilità di essere ricordato, si scontra con l'immagine mentale di Joba, racchiusa nella mente di Rat-Man. Joba cerca di garantirsi il suo aiuto per costruire una macchina in grado di trasmettere il suo ricordo, unitamente all'Ombra, nella mente degli esseri umani mediante onde di telefonia cellulare, basata sulla tecnologia del pensiero progettata dal Valker del mondo esterno, in grado di consentigli di fuggire dai ricordi di Rat-Man per infettare il mondo intero.
Valker rifiuta, e con l'aiuto di altri personaggi dimenticati del passato di Rat-Man, unitamente all'immagine di Rat-Man come supereroe (un Rat-Man aitante, possente e muscoloso che ricorda Valker come suo padre e lo protegge) riesce a sconfiggere Joba, il quale si suicida per ostacolare la vittoria di Valker stesso.
Valker viene ricompensato con un "frammento", un ricordo nel quale un Valker ormai anziano, nel mondo reale e ritornato al mondo materiale, bussa alla porta di Deboroh, il quale, pur non ricordandosi di lui, lo lascia entrare per scaldarsi e rifocillarsi, provando pena per un uomo anziano e solo e decidendo di trascorrere un po' di tempo con lui. Nonostante Valker non sia certo se quel frammento raffiguri un ricordo, una fantasia o un "universo alternativo", diviene felice di questo sviluppo, che riaccende in lui la speranza di poter essere ricordato.
Nel numero 91 viene esplorata una realtà alternativa nella quale appare un Valker ancora vivo, umano (poiché apparentemente l'Ombra non esiste) e impegnato ad eliminare uomini in calzamaglia, sebbene sia stanco, invecchiato e braccato dal Consiglio, nonché dal loro più crudele assassino, Reegar, a causa del suo disinteresse crescente per le loro trame.
Questa nuova linea temporale è spiegata con l'invenzione da parte dello scienziato di una prodigiosa strumentazione in grado di riscrivere eventi dello spazio-tempo, modificando la realtà senza che nessuno possa accorgersi di nulla: grazie a questa macchina, ed all'aiuto di Topin, l'ex aiutante di Rat-Man, Valker sogna di poter cancellare per sempre la Luce, eliminando i supereroi dalla storia grazie al tracciato mentale di Rat-Man stesso.
Valker tenta così di vendere al Consiglio la sua scoperta, promettendogli la scomparsa degli Eroi in cambio della vita: il Consiglio gli rivela allora di non aver mai contattato Reegar per ucciderlo, così Valker ritorna di corsa al laboratorio, sospettando Topin di tradimento. Topin, senza scomporsi, gli rivela che il suo piano di cancellare la Luce è destinato a fallire, e gli propone di scatenare l'Ombra sacrificando Kalissa. Janus accetta ed andato da Kalissa la uccide dopo aver ucciso anche Pátovic.
Nel numero 103, si ricostruisce la storia della vita di Janus con il piccolo Deboroh, grazie ai ricordi di quest'ultimo, svelando un lato sconosciuto del personaggio.
Sempre nel numero 103, Rat-Man e Jorgresson, aiutati da Gigioni, decidono di scendere nell'inferno per liberare Janus e combattere l'Ombra e sconfiggerla definitivamente. Rat-Man riesce a salvare Valker riportandolo nel mondo reale, perdendo però nello scontro Jorgesson e Gigioni.
Alla fine però Rat-Man viene sconfitto dall'Ombra, che prende possesso del suo corpo, nella versione ipertrofica rappresentata da "Il Rat-Man", il gigantesco e spietato alter ego del goffo supereroe, e cerca di conquistare il mondo con la creazione di una sorta di culto religioso dai contorni messianici.
Quindi, nella Decalogia della Fine, la lunga epica saga che rappresenta l'epilogo della serie, Janus Valker ritorna, questa volta però più puro che mai, per contrastare l'Ombra divenuta ormai quasi onnipotente. Nuovamente in possesso dell'amore per il suo figlio adottivo, Valker che l'unico modo per separare l'Ombra dal Rat-Man è ridargli lo stesso amore che ha salvato lui: salvatosi da una missione suicida nel tentativo di fermare l'Ombra nel suo territorio, rintraccia così Thea, la figlia avuta da Rat-Man con la dottoressa Aima di cui non aveva mai saputo e presentandosi comicamente a lei come "Il padre di tuo padre" (rifiutando ripetutamente l'appellativo di "nonno") le chiede di rivelarsi al supereroe.
Il piano funziona e quando padre e figlio vengono riuniti, Valker lo rincuora dicendogli che mentre l'Ombra essendo onnipotente non ha e non conosce altri che se stessa, Rat-Man avrà sempre al suo fianco la sua famiglia, i suoi amici e tutti coloro che ha ispirato, offrendogli il suo aiuto per la battaglia finale.

## Altre versioni
Nell'albo Star Rats (parodia della trilogia originale di Guerre stellari) compare Lord Valker, unione tra Valker e Dart Fener.

## Merchandising
Nel 2014 è stata realizzata una statua di Valker.